# Alberto Nepomuceno
Alberto Nepomuceno (ur. 6 lipca 1864 w Fortalezie, zm. 16 października 1920 w Rio de Janeiro) – brazylijski kompozytor i dyrygent.

## Życiorys
Początkowo uczył się muzyki u swojego ojca, Vitora Nepomuceno. Następnie kształcił się w Recife i w Rio de Janeiro. Od 1888 roku przebywał w Europie, gdzie studiował w Akademii Muzycznej św. Cecylii w Rzymie u Eugenio Terzianiego i Cesare’a de Sanctis, w Akademische Meisterschule i Konserwatorium Sterna w Berlinie u Heinricha von Herzogenberga, Arnó Kleffela i Karla Heinricha Ehrlicha, w Wiedniu u Teodora Leszetyckiego oraz w Konserwatorium Paryskim u Alexandre’a Guilmanta. W 1895 roku wrócił do Brazylii. Uczył gry na organach w Instituto Nacional de Música w Rio de Janeiro, w 1896 roku został dyrektorem Sociedade de Concertos Populares. W latach 1902 i 1906–1916 był dyrektorem Instituto Nacional de Música. W 1910 roku dyrygował gościnnie w Brukseli, Paryżu i Genewie.

## Twórczość
Stylistycznie twórczość Nepomuceno należy do XIX wieku, obejmuje tradycyjne gatunki wokalne i instrumentalne. Był reprezentantem nurtu narodowego w muzyce, wykorzystywał melodie z brazylijskiego fokloru muzycznego. Jako dyrektor Instituto Nacional de Música i Sociedade de Concertos Populares propagował twórczość kompozytorów brazylijskich, a dzięki swoim pieśniom, w których wykorzystywał teksty poetów brazylijskich, przyczynił się do odrodzenia pieśni w języku portugalskim.

## Ważniejsze kompozycje
(na podstawie materiałów źródłowych)

### Utwory orkiestrowe
- Prière (1887)
- Rapsodie brésilienne (1887)
- Série brasileira (1892)
- Scherzo vivace (1893)
- Symfonia g-moll (1894)
- 6 valsas humoristicas na fortepian i orkiestrę (1903)
- preludium O Garatuja (1904)
- Romance e tarantella na wiolonczelę i orkiestrę (1908)

### Utwory kameralne
- 4 kwartety smyczkowe (1889, 1890, 1890, 1891)
- Trio fortepianowe fis-moll (1916)
- Devaneio na skrzypce i fortepian (1919)

### Utwory fortepianowe
- Fôlha d’album (1891)
- 4 peças lyricas (1894)
- Tema e variações A-dur (1902)
- Variações sobre un tema original (1902)

### Utwory organowe
- Offertorio (1912)

### Utwory chóralne
- Ave Maria na chór żeński (1887)
- Canto fúnebre na chór (1896)
- Ode a Osvaldo Cruz na chór (1917)

### Utwory na chór i organy
- Panis angelicus (1909)
- Ecce panis (1911)
- O salutaris hostia (1911)
- Tantum ergo (1911)
- Missa (1915)

### Utwory na chór i orkiestrę
- As Uyaras na sopran, chór żeński i orkiestrę (1896)

### Utwory sceniczne
- opera Porangaba (1887–1889)
- opera 1-aktowa Artemis (1898)
- opera w 3 aktach Abul (1899–1905)
- komedia muzyczna w 3 aktach A cigarra (1911)
- muzyka do dramatu Charlesa Chabaulta Elektra według Sofoklesa (1894)